# 토니 안소니

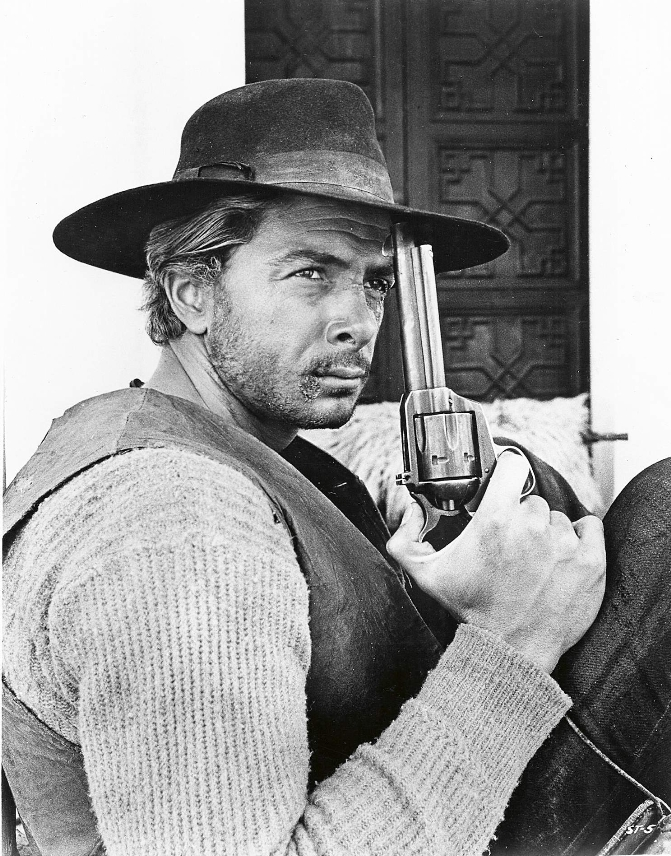

토니 안소니(Tony Anthony, 1937년 10월 16일 ~ )는 미국의 배우, 각본가, 영화 감독, 영화 프로듀서, 영화배우, 가수이다.

## 영화
- 와일드 오키드 (1990년)
- 황금 열쇠를 찾아서 (1983년)
- 코민' 엣 야 (1981년) - H.H. 하트 역
- 블라인드맨 (1971년)
- 컴투게더 (1971년)
- 위다웃 이치 어더 (1962년)
- 포스 오브 임펄스 (1961년)